# Nordstrand
Pour le quartier, voir Nordstrand (Oslo).

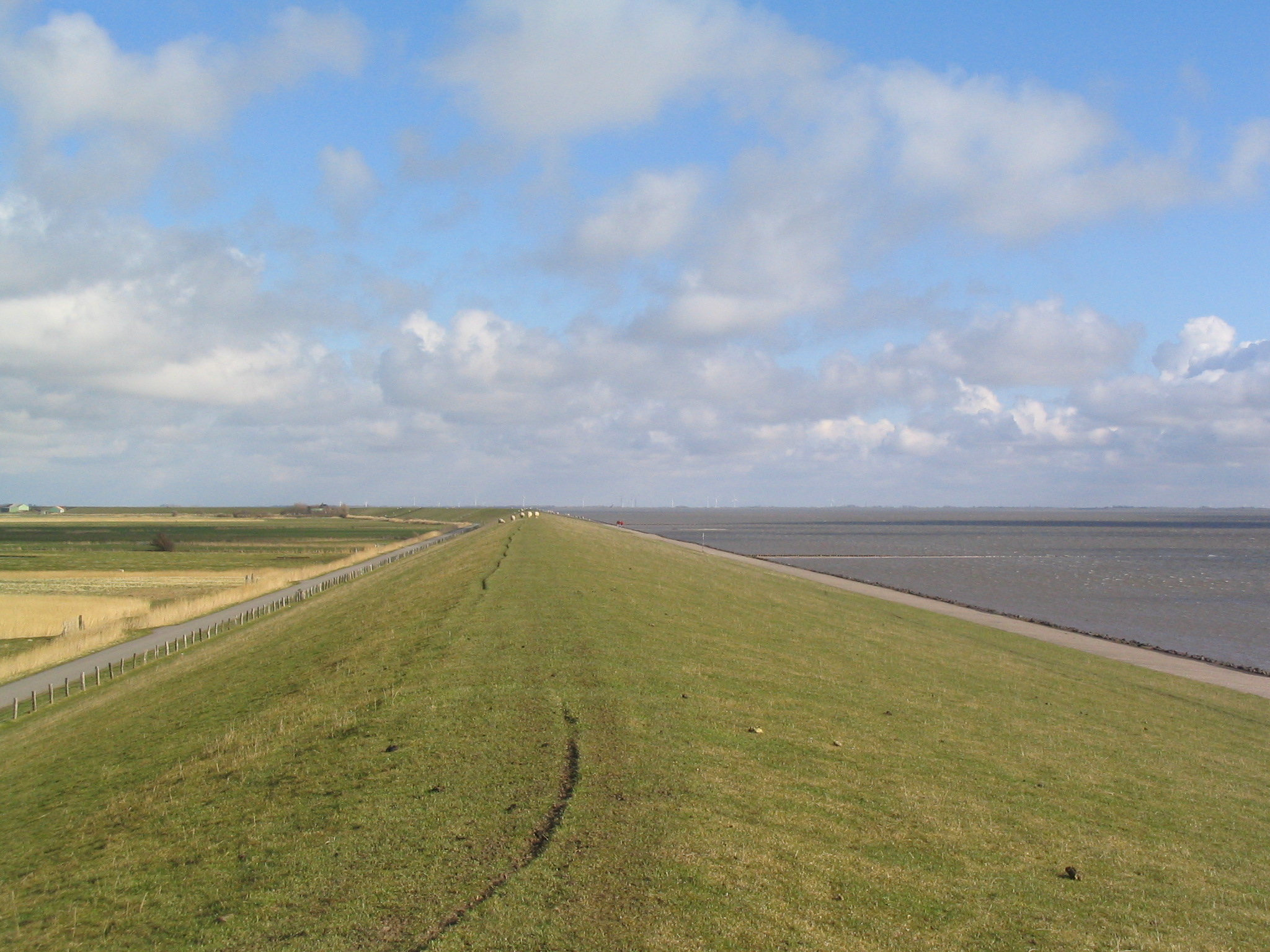
Digue à Nordstrand

Nordstrand (plage du Nord) est une ancienne île, aujourd'hui presqu'île, allemande de la mer du Nord dans le land de Schleswig-Holstein d'environ 50 km² et 2 330 habitants (31 décembre 2003). Elle appartient à l'arrondissement de la Frise septentrionale (Kreis Nordfriesland) où elle forme le canton de Nordstrand (Amt Nordstrand) et comprend les deux communes de Nordstrand (2 284 habitants) et Elisabeth-Sophien-Koog (46 habitants).
Elle subit une grande inondation en 1634, où périrent 6 400 personnes.

## Webographie
- Visite virtuelle 360°